# Antoine de Laurès
Antoine de Laurès est un poète et auteur dramatique languedocien du XVIIIe siècle.

## Origines et famille
Fils de Claude-Joseph de Laurès, conseiller à la cour des comptes, des aides et des finances de Montpellier, et de Hélenne-Izabeau Pujol, Antoine de Laurès nait à Gignac le 30 novembre 1708. Il a pour parrain son oncle Antoine de Laurès, lieutenant au régiment de Normandie.
Les Laurès appartenaient à la noblesse de robe. Claude-Joseph, le père d’Antoine, avait été anobli le 21 septembre 1691 par l’acquisition d’une charge de conseiller-maître à la cour des comptes, des aides et des finances de Montpellier.
Les armes familiales, d'azur à un pélican d'argent, avec ses petits aussi d'argent, sur une terrasse du même, à un chef d'or chargé de trois roses de gueules, étaient timbrées d'une couronne de comte. Elles étaient inspirées du nom d'un mas appelé Pélican, situé au terroir de Pioch-Groussié à Gignac, que possédait le bisaïeul du poète, Anthoine, conseiller du Roy et trésorier de ses Mortes-payes en Languedoc.
Portant le titre de chevalier, il est secrétaire du duc du Maine et reçu des prix de poésie de l’Académie des Jeux floraux de Toulouse de 1741 à 1776 et de l’Académie française en 1751.
Il est l’auteur de poésies, pièces de théâtre, opéras et tragédies, et a laissé une correspondance avec Voltaire. Il habitait le château de Gignac, à Gignac.
Il meurt à Paris, le 12 janvier 1779 (ou 13 janvier).

## Son œuvre
- La Fête de Cythère, opéra en un acte créé le 19 novembre 1753 chez M. le comte de Clermont au château de Berny. Musique de M. Blavet.
- La Navigation, 1762.
- La Fausse Statue, 1771.
- La Phrasale, poème inspiré de Lucain, Paris, Ruault, 1773.
- Ode sur le rétablissement du Parlement qui a remporté le prix extraordinaire proposé par l'Académie des Jeux Floraux, à Toulouse, 1775.
- Le Triomphe des femmes, poème, 1775.
- Thomire, tragédie.